# 希永高架桥
希永高架桥是瑞士A9高速公路上的一座桥梁，位于沃州的日内瓦湖畔，以下方的希永城堡命名，经过蒙特勒、韦托和维勒讷沃三个市镇，全长2150米，1966年开工，1969年通车。

## 图集

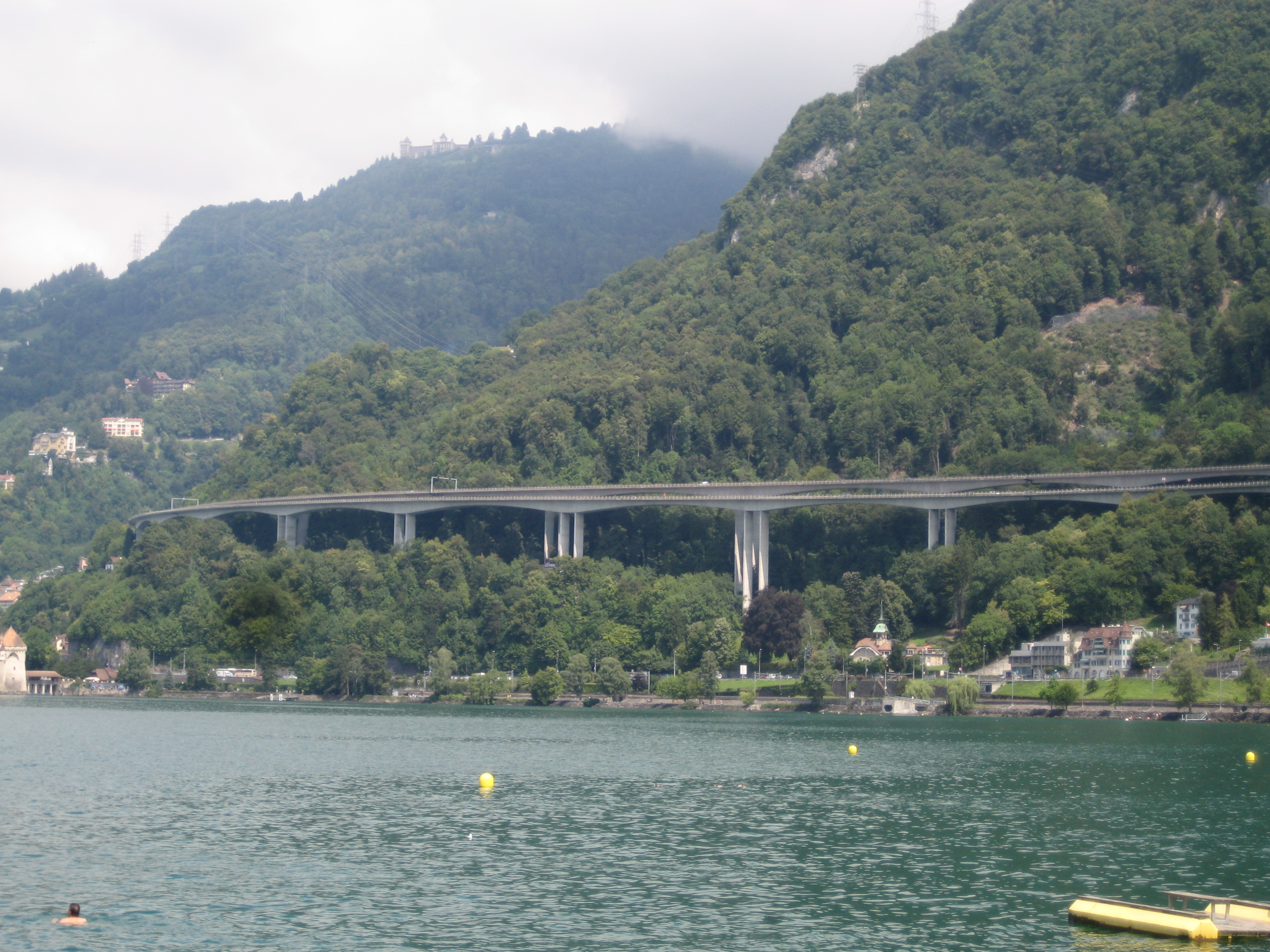
希永高架桥南侧
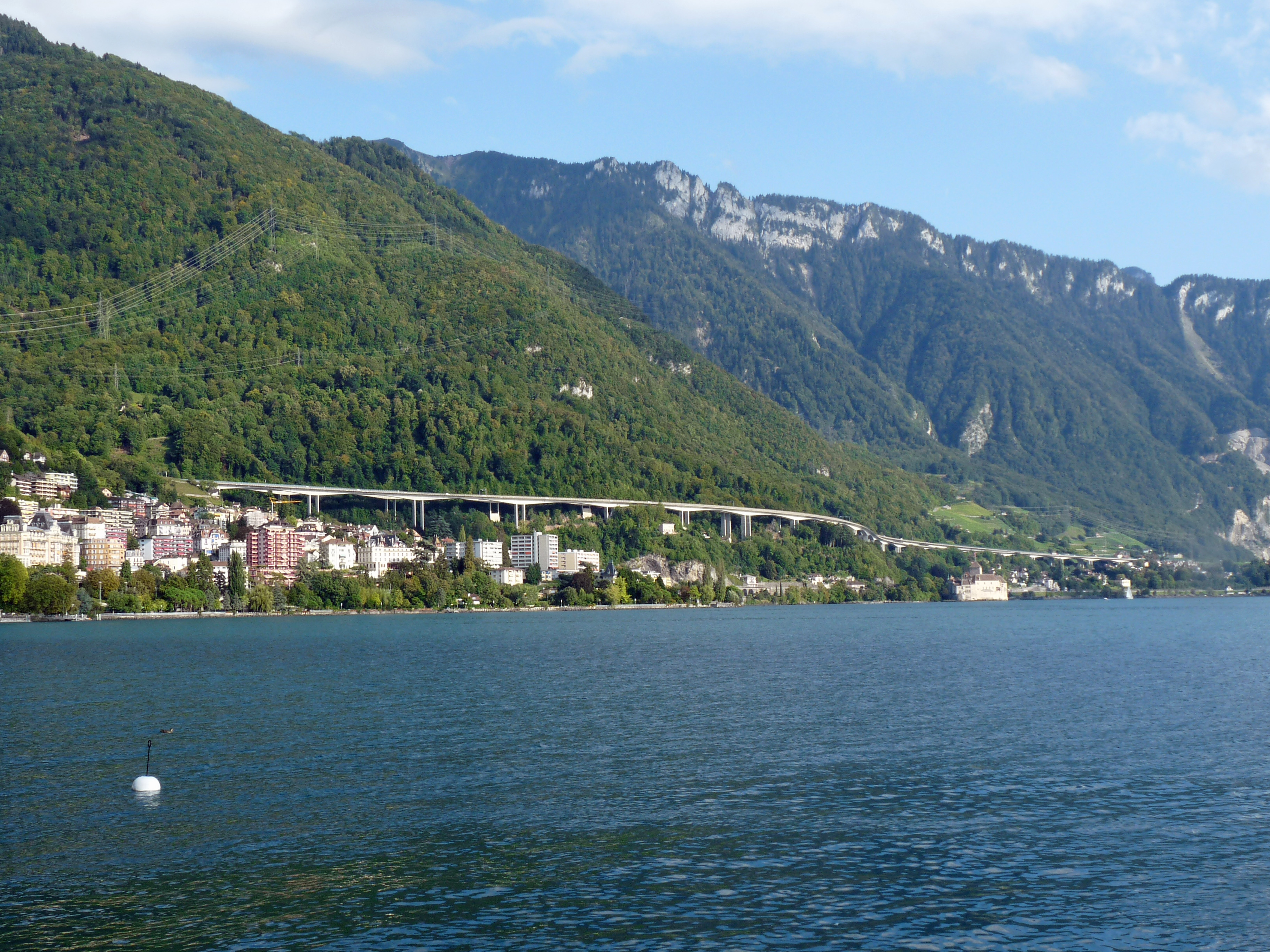
希永高架桥北侧